# فرنسيس إي. ميريت
فرنسيس إي. ميريت (بالإنجليزية: Francis E. Merritt)‏ هو لاعب كرة قدم أمريكية أمريكي، ولد في 20 يوليو 1920 في نيويورك في الولايات المتحدة، وتوفي في 21 مارس 1995 في كليرواتر في الولايات المتحدة.